# Tulipe (bande dessinée)
Pour les articles homonymes, voir Tulipe.
Tulipe est une série de bande dessinée écrite et dessinée par l’autrice française Sophie Guerrive, d’abord publiée en ligne puis éditée sous forme de livres par les éditions 2024. Elle met en scène plusieurs animaux, dont l’ours prénommé Tulipe, le long de conversations et réflexions sur le sens de leur existence.

## Synopsis
Dans une vallée, habite une petite ribambelle d’animaux aux noms fleuris : on y trouve Tulipe, un ours paresseux ; Crocus, un serpent anxieux ; Violette, une oiselle amoureuse ; et bien d’autres encore. Il y a aussi un caillou, un arbre et un œuf. Tous se posent des questions sur leur vie, et dialoguent avec philosophie, humour et poésie.

## Développement
Sophie Guerrive a grandi avec les comic strips de Peanuts, Calvin et Hobbes ou encore Mafalda. En 2014, elle commence à mettre en ligne Tulipe sur Tumblr, ainsi que via Twitter et Facebook, initialement sous forme de strips légendés de quatre cases. Elle publie également une traduction en anglais, Tulip, à travers le site de l’atelier Marsam à Angoulême.
Même si ce n’était le projet original, les éditions 2024 lui propose d’en faire des livres. Le premier tome, Tulipe parait en novembre 2016 (et est réédité en septembre 2019). Il fait partie de la sélection officielle du festival d'Angoulême 2017.
Le second tome, Les Voyages de Tulipe parait en novembre 2017 et est sélectionné au festival d'Angoulême 2018; le troisième, Tulipe et les sorciers, sort en octobre 2019 et se retrouve dans la sélection du festival d'Angoulême 2020.
En 2020, Sophie Guerrive publie une série parallèle pour la jeunesse, toujours aux éditions 2024, qui s’intéresse à l’enfance des personnages de Tulipe. Intitulée Le Club des amis, le premier tome parait en septembre 2020 et remporte le prix jeunesse au festival d'Angoulême 2021.
Le quatrième tome de la série principale est ensuite publié en mai 2021, et le second tome du Club des amis en octobre 2021.

## Livres
Tous les tomes sont édités par les éditions  2024/2042.
1. Tulipe, 2016  (ISBN 978-2-919242-64-1) puis  (ISBN 978-2-901000-12-9)
2. Les Voyages de Tulipe, 2017  (ISBN 978-2-919242-81-8)
3. Tulipe et les sorciers, 2019  (ISBN 978-2-901000-14-3)
4. L'Hiver de Tulipe, 2021  (ISBN 978-2-901000-60-0)
5. Les Amours de Tulipe, 2024  (ISBN 978-2-38387-100-2)

Tomes du Club des amis
1. La Première Hibernation, 2020  (ISBN 978-2-901000-44-0)
2. La Grande Pluie, 2021  (ISBN 978-2-901000-72-3)
3. Le Club et l'Ours, 2023  (ISBN 978-2-38387-043-2)
4. La Montagne qui pleure, 2024  (ISBN 978-2-38387-101-9)
5. La Fête des monstres, 2025  (ISBN 978-2-38387-132-3)

Tomes de Crocus
1. Crocus aime le bruit, 2024  (ISBN 978-2-38387-086-9)
2. Crocus et les monstres, 2024  (ISBN 978-2-38387-088-3)
3. Crocus et le caca, 2024  (ISBN 978-2-38387-091-3)
4. Crocus et l’école, 2024  (ISBN 978-2-38387-092-0)
5. Crocus est puni, 2024  (ISBN 978-2-38387-093-7)
6. Crocus et les légumes, 2024  (ISBN 978-2-38387-094-4)

Hors-série
- Eden, 2022  (ISBN 978-2-38387-026-5)
- Où est Tulipe ?, 2025  (ISBN 978-2-383871-26-2)
- Le bureau des Cœurs, à paraître
- L'Oracle de Tulipe, à paraître